# 2020年美國眾議院選舉
2020年美國眾議院選舉，已於2020年11月3日和總統選舉及參議院選舉一併舉行，所有435個席位都將改選。這場選舉的贏家將任期兩年。此外，還將舉行另外選舉，選出哥倫比亞特區的國會代表以及來自其他島嶼地區的代表。其中包括波多黎各居民代表，任期四年。
民主黨在2018年的選舉中贏得眾議院控制權，控制235個席位，共和黨控制199個席位。一個席位由一個獨立人士佔有，贏得218個或更多的席位決定了哪個政黨成為多數黨，亦即共和黨必須比上屆拿多19席才能成為多數黨。